# Loos (Nord)
Loos település Franciaországban, Nord megyében. Lakosainak száma 22 948 fő (2022. január 1.). Loos Sequedin, Wattignies, Emmerin, Haubourdin és Lille községekkel határos.

## Népesség
A település népességének változása:
| Lakosok száma | 20 650 | 21 442 | 22 439 | 22 233 | 22 426 | 22 866 | 22 896 | 23 013 | 22 948 |
|               | 2013   | 2015   | 2016   | 2017   | 2018   | 2019   | 2020   | 2021   | 2022   |